# Trofeo Memorial Juan Rojas
El Trofeo Memorial Juan Rojas es un torneo de fútbol amistoso. Lo organiza la Unión Deportiva Almería, equipo que milita en la Liga de Fútbol Profesional. El nombre del torneo hace mención a Juan Rojas, deportista almeriense que lideró la AD Almería llevándola a disputar dos temporadas en Primera División a finales de la década de los 70, y principio de los 80, y que falleció el 14 de agosto del año 2000 a causa de un infarto, sin poder ver el resultado de sus esfuerzos: la UD Almería.
Su primera edición fue en el año 1999, en un derbi entre los equipos de la capital Poli Almería y el Almería C.F. Se han celebrado 10 ediciones de manera interrumpida. Primero desde el 2001 al 2006. En el año 2007 por las reformas del Estadio no se celebra. A partir del año 2008, se celebra como partido de presentación del club llamándose Memorial Juan Rojas. En el año 2009, se juega contra un partido contra el Málaga con empate a 1. No se llega ni a disputar una tanda de penaltis para ver el ganador, por lo que no se considera ganador alguno ni edición. En el año 2011 se celebra la última edición, con un gran homenaje a Juan Rojas y con una victoria del Almería al Valencia en los penaltis tras un empate a 0. En agosto del 2013, la familia del exfutbolista pidió en un comunicado que no se celebrase ningún trofeo en su nombre mientras continuase la misma directiva en el club.
Anteriormente a este Trofeo, en la ciudad de Almería se disputó entre 1977 y 1992 el Trofeo Ciudad de Almería.
En 2024, el Trofeo Memorial Juan Rojas vuelve a disputarse tras el permiso concedido de la familia a la UD Almería para su realización, invitando al Al Nassr saudí al que venció por 3 a 0. 

## Finales
| Edición | Año  | Campeón       | Subcampeón                | Marcador       |
| ------- | ---- | ------------- | ------------------------- | -------------- |
| I       | 1999 | UD Almería    | Poli Almería              | 2-1            |
| II      | 2000 | UD Almería    | Poli Almería              | 3-1            |
| III     | 2001 | UD Almería    | Alicante CF               | 2-1            |
| IV      | 2002 | UD Almería    | Villarreal CF             | 1-1 [5-4 pen.] |
| V       | 2003 | UD Almería    | Málaga CF                 | 5-0            |
| VI      | 2004 | Poli Ejido    | UD Almería                | 2-2 [4-2 pen.] |
| VII     | 2005 | UD Almería    | Club Nacional de Football | 2-0            |
| VIII    | 2006 | Athletic Club | UD Almería                | 3-0            |
| IX      | 2008 | UD Almería    | Real Betis                | 3-1            |
| X       | 2010 | UD Almería    | Granada CF                | 2-0            |
| XI      | 2011 | UD Almería    | Valencia CF               | 0-0 [3-1 pen.] |
| XII     | 2024 | UD Almería    | Al-Nassr FC               | 3-0            |

Nota: En el año 2007 el trofeo no se celebró por reformas en el estadio. Del año 2008 al 2011 , el partido de presentación del Almería pasó a denominarse "Memorial Juan Rojas".

## Palmarés
| Equipo        | Títulos | Años de los títulos                                         |
| ------------- | ------- | ----------------------------------------------------------- |
| UD Almería    | 10      | 1999, 2000, 2001, 2002, 2003, 2005, 2008, 2010, 2011, 2024. |
| Athletic Club | 1       | 2006                                                        |
| Poli Ejido    | 1       | 2004                                                        |

- Subcampeones: Al-Nassr FC (1), Villarreal CF (1), Valencia CF (1), Club Nacional de Football (1), Málaga CF (1), Real Betis (1), Alicante CF (1), Granada CF (1), Polideportivo Almería (2) y UD Almería (2).

## Curiosidades
En la edición del año 2003, estaba previsto el partido contra el VfB Stuttgart, que había quedado la temporada anterior como subcampeón de la Bundesliga. Este encuentro se iba a celebrar el 20 de agosto, notificando el club alemán es misma mañana que no acudiría a jugar a Almería. Tres días más tarde se acordó con el Málaga CF disputar el torneo. Finalmente el día 25 de agosto, se celebró el encuentro.